# Bośniacy
Bośniacy (serb.-chorw.: Bosanci, Босанци) – termin o wielorakim znaczeniu, określający obywateli Bośni i Hercegowiny; bądź, szerzej, ogólną nazwę społeczeństwa zamieszkującego Bośnię i Hercegowinę lub też z tego państwa pochodzącego i uznającego je za swoją ojczyznę; ale także niezależnie jako określenie narodu (dla zaznaczenia odrębności wobec największych grup etnicznych w kraju). Liczebność Bośniaków szacuje się na około 7–8 milionów, z czego około połowa zamieszkuje Bośnię i Hercegowinę, a największe zagraniczne skupiska występują w Turcji, Australii, Niemczech i Austrii. 
Obecnie przyjmuje się, że Bośniakiem może być każdy posiadający obywatelstwo Bośni i Hercegowiny, bez względu na pochodzenie etniczne bądź wyznanie. Błędem jest zatem jednoznaczne utożsamianie Bośniaków z Boszniakami lub Muzułmanami.
Ponad 95% mieszkańców Bośni i Hercegowiny deklaruje ponadto swoją przynależność do jednej z trzech konstytutywnych grup etnicznych – Boszniaków, Serbów i Chorwatów. Do pozostałych osób zamieszkujących Bośnię zalicza się głównie Żydów, Albańczyków, Czarnogórców i Romów oraz część obywateli (głównie dzieci z mieszanych małżeństw), którzy nie deklarują przywiązania do żadnej z grup etnicznych – często podają się oni za przedstawicieli narodowości bośniackiej, ewentualnie narodowości bośniacko-hercegowińskiej, bądź też za Bośniaków – obywateli Bośni i Hercegowiny.